# Barsbek
Barsbek település Németországban, Schleswig-Holstein tartományban. Lakosainak száma 577 fő (2023. december 31.).

## Népesség
A település népességének változása:
| Lakosok száma | 532  | 555  | 542  | 566  | 566  | 552  | 561  | 577  |
|               | 1975 | 2014 | 2017 | 2018 | 2019 | 2021 | 2022 | 2023 |